# Hedju-Hor
Hedju Hor (Horus Hedj ou Hedju-Hor) foi um possível rei do Alto Egito durante o período protodinástico do Egito. Seus sereques foram encontrados do Delta Oriental e em uma cerâmica de Tora.